# TuneIn
TuneIn est un site web américain d'hébergement radiophonique, qui permet aux utilisateurs d'écouter les stations radios et les webradios thématiques sur Internet grâce à la technologie de la lecture en continu. Fondée par Bill Moore en 2002 à Dallas, le service est situé à Palo Alto en Californie.
TuneIn propose un large choix : plus de 120 000 radios du réseau de radiodiffusion de tous les pays et près de 6 millions de podcasts, avec comme thématiques : sport, musique, divertissement et actualités du monde entier. 
Le site est disponible en application sur toutes les marques de smartphones et tablettes et sur plus de 200 plates formes et sur 55 modèles de véhicules.
En mai 2014, TuneIn a annoncé que son service avait enregistré plus de 50 millions d'utilisateurs actifs par mois à travers le monde.
Fin 2017, le service compte 75 millions d'utilisateurs actifs par mois répartis dans 230 pays et territoires.

## Logo

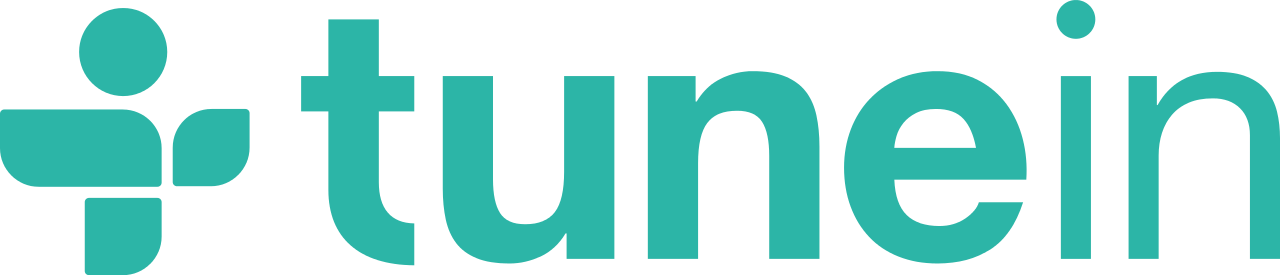
Logo de TuneIn de 2002 à 2017
Logo de TuneIn depuis 2017